# Světové dny mládeže 2008
Světové dny mládeže 2008 byly mezinárodní setkání mladých pořádané katolickou církví, které se uskutečnilo v australském Sydney 15.–20. července 2008. Součástí setkání byla i návštěva papeže Benedikta XVI. (v pořadí teprve čtvrtá návštěva papeže v Austrálii). Za téma setkání byl zvolen biblický citát „Dostanete sílu Ducha svatého, který na vás sestoupí, a budete mými svědky“ (Sk 1,8). Jelikož se málokdo z českých a slovenských katolíků (přibližně 220 poutníků) rozhodl na toto setkání jet do Sydney přímo, rozhodla se Sekce pro mládež České biskupská konference uspořádat od 18. do 20. 7. na Velehradě česko-slovenské setkání Activ8 (čti ektivejt), které bylo krom vlastního programu také spojeno se Sydney přes obří obrazovku.

## Patroni SDM 2008
- Panna Maria, pomocnice křesťanů
- bl. Pier Giorgio Frassati
- bl. Mary MacKillopová
- sv. Petr Chanel
- bl. Petr To Rot
- bl. Matka Tereza
- sv. Terezie z Lisieux
- sv. Maria Goretti
- sv. Faustina Kowalska
- sv. Jan Pavel II.

## Program
- úterý 15. července - zahajovací mše vedená kardinálem Pellem, začne Festival mladých, který bude probíhat po celé setkání
- středa 16. července - katecheze biskupů
- čtvrtek 17. července - příjezd papeže Benedikta XVI.
- pátek 18. července - křížová cesta v ulicích Sydney
- sobota 19. července - pouť, večerní vigilie a adorace vedená papežem
- neděle 20. července - závěrečná bohoslužba vedená papežem